# Pré-Alpes sul-ocidentais da Estíria
O Pré-Alpes sul-ocidentais da Estíria   é um maciço montanhoso que se encontram na região de Estéiria e da Caríntia na Áustria, e numa pequena porção na Eslovénia. O cume mais alto  é o Großer Speikkogel  com 2.140 m.

## Localização
Os  Pré-Alpes sul-ocidentais da Estíria têm da mesma secção alpina, a Norte,  os Pré-Alpes norte-ocidentais da Estíria.
De outras secções tem a Sul os Pré-Alpes Eslovenos do nordeste, e a Oeste os Alpes de Lavanttal.

## SOIUSA
A Subdivisão Orográfica Internacional Unificada do Sistema Alpino (SOIUSA) dividiu os Alpes em duas grandes Partes: Alpes Ocidentais e Alpes Orientais, separados pela linha formada pelo  Rio Reno - Passo de Spluga - Lago de Como - Lago de Lecco.
Os Pré-Alpes norte-ocidentais da Estíria, os Pré-Alpes sul-ocidentais da Estíria, os Pré-Alpes centrais da Estíria, e os Pré-Alpes orientais da Estíria formam a secção alpina dos Pré-Alpes da Estíria

### Classificação  SOIUSA
Segundo a SOIUSA este acidente geográfico é uma Sub-secção alpina com as seguintes características:
- Parte = Alpes Orientais
- Grande sector alpino = Alpes Orientais-Centro
- Secção alpina = Pré-Alpes da Estíria
- Sub-secção alpina =  Pré-Alpes sul-ocidentais da Estíria
- Código = II/A-20.II